# Nordische Skiweltmeisterschaften 1950
Die 18. Nordischen Skiweltmeisterschaften fanden vom 1. bis 6. Februar 1950 in Lake Placid (Bundesstaat New York) und Rumford (Bundesstaat Maine) in den USA statt. Ursprünglich geplant war die Austragung der gesamten Veranstaltung eigentlich für Lake Placid. Doch wurden die Langlaufwettbewerbe wegen Schneemangels im ca. 450 km entfernten Rumford durchgeführt.

## Tauwetter, Schneemangel, Verlegung nach Rumford
Am 26. Januar meldete der Austragungsort Tauwetter, es gab +10° Celsius, die Sprungschanze wurde gesperrt. Der Schnee schmolz buchstäblich weg, kurzfristig stand eine Absage im Raum, doch mehrere Funktionäre der Veranstalter fuhren am 28. Januar nach Rumford, wo es 30 cm Schnee gab. Als Alternative stand auch Andover, ebenfalls Bundesstaat Maine, zur Auswahl. Doch sowohl die Unterbringungsmöglichkeiten als auch das Gelände in Rumford waren besser geeignet. Am 30. Januar wurde endgültig die Verlegung nach Rumford beschlossen.
Da es zwar dann noch in Lake Placid geschneit, der Schneefall am Dienstag-Nachmittag (31. Januar) aufgehört hatte, wurde die 18-km-Piste anschließend von Mitgliedern des FIS-Ausschusses (nochmals) inspiziert, doch erwies sie sich trotz der zehn Zentimeter Neuschnee als nicht befahrbar, weshalb der Wettbewerb nun endgültig in Rumford ausgetragen werden sollte.

## Eröffnung
Die Eröffnung erfolgte durch FIS-Präsident Nikolai Ramm Østgaard vor dem Schulhaus in Lake Placid. Die Nordeuropäer wollten die Langlaufwettbewerbe so lange wie möglich hinausschieben, um sich an die Verhältnisse zu gewöhnen, die Amerikaner dagegen versuchten, so bald wie möglich mit den Wettkämpfen zu beginnen.

## Skandinavische Dominanz
Auch bei diesen Weltmeisterschaften gab es wieder die bereits Jahrzehnte lang währende Dominanz der Sportler aus Skandinavien. Sämtliche Medaillen gingen an Schweden, Norweger und Finnen. Eine einzige Platzierung eines Nicht-Skandinaviers unter den ersten sechs in den Einzeldisziplinen erreichte der US-Amerikaner Arnt Devlin im Skispringen. Zu erwähnen ist auch, dass zur damaligen Zeit die Starterzahl pro Nation nicht in der Form wie heute limitiert war, wodurch bei Nordischen Weltmeisterschaften die skandinavischen Länder das Gros der Starter stellten. In späteren Jahren konnten grundsätzlich nur mehr vier Starter pro Nation teilnehmen, ehe dann ab erstmals 1982 die „Titelverteidigerregelung“ griff, womit eine „qualifizierte“ Teilnahme von fünf Startern/Starterinnen möglich wurde.

## Deutschland und Japan fehlten
Bei einer Sitzung des FIS-Komitees vor Ort wurde die Frage der Wiederaufnahme Deutschlands und Japans auf den Kongress 1951 in Venedig vertagt, sodass deutsche und japanische Sportler weiterhin von der Teilnahme ausgeschlossen blieben.

An der Sitzung waren nur fünf der zwölf ständigen Mitglieder anwesend, was zur Folge hatte, dass nicht alle Probleme behandelt werden konnten. Eine Einigung hinsichtlich Deutschland konnte auch deshalb nicht herbeigeführt werden, weil einige Mitglieder der Meinung war, dass der ein Jahr zuvor ins Leben gerufene westdeutsche Bundesstaat nicht ohne Weiteres anderen Staatsgebilden gleichgestellt werden könne. Die Befürworter meinten hingegen, dass die nun bestehende Bundesrepublik Deutschland ein eigenes Parlament besitze, das Gesetze erlassen könne.

## Das Schweizer Team
Der Großteil der Angehörigen des Schweizer Teams war erstmals in den USA. Die Mannschaft hatte keine Wettkampfdiät, ihr machte von den im Hotel servierten Speisen vor allem das amerikanische Frühstück (Schinken, Eier, Fruchtsäfte, Cornflakes, Brot, Milch, Kaffee) besondere Freude. Ihre Anreise hatten sie bis New York selbst berappen müssen, die Weiterfahrt nach Lake Placid wurde vom US-Verband bestritten, und hier mussten sie bis zum Wettkampfbeginn für die Hotelrechnung selbst aufkommen. Der Pensionspreis im Hotel namens «St. Moritz», dem drittgrößten Etablissement von Lake Placid, war für US-Verhältnisse mit fünf Dollar bescheiden, doch umgerechnet waren dies 22 CHFr.
«Sport-Zürich» brachte auf der Seite 2 in der Ausgabe Nr. 17 vom 8. Februar 1950 unter dem Titel «Schweizerische Ski-Weltmeisterschafts-Bilanz eine bis jetzt unbefriedigend» eine Zusammenfassung. Dabei wurde das Gesamtbild (inkl. der noch folgenden Alpinbewerbe) skizziert, alles unter dem Hinweis, dass es eine vorläufige Bilanz sei, man noch auf die Rückkehr der Mannschaft und Betreuer und deren Analysen warten müsse. Es sei schon die Stimmung bei den Trainings nicht ganz gut gewesen, dazu seien die Fragen der Selektionierungen gekommen – wenngleich davon auch andere Nationen wie Schweden oder Norwegen betroffen waren. Letztlich war anstatt eines fünften Langläufers (Franz Regli) die Alpinläuferin Olivia Ausoni berücksichtigt worden. Dass die Mannschaft dann auch in Washington habe notlanden müssen, war zwar nicht unbedingt ein Missgeschick, aber auch nicht ein günstiger Auftakt. Schlimmer wurde es ob der örtlichen Trennung der Wettkämpfe. Gerade von den SSV-Sportlern sei bekannt, dass sie solche Betriebsstörungen nicht ohne Weiteres verdauen.
Auch die Umstellung des Wettkampfprogamms dürfte das feste Gefüge der Mannschaft in Mitleidenschaft gezogen haben, was im verhältnismäßig schwachen Abschneiden der beiden Kombinierer im Sprunglauf deutlich zum Ausdruck gekommen sei. Das Resultat (Supersaxo – Rang zwölf mit 31 / Stump Rang fünfzehn mit 34 Verlustpunkten auf Sieger Slåttvik) habe bereits über die weitere Rangstellung entschieden. Es war auch angesichts der Zusatzbelastung mit Ort- und Programmwechsel zu erwarten gewesen, dass beide Läufer in den 18 km im mörderischen Ringen gegen die skandinavischen Laufmaschinen unter die Räder geraten würden. Katastrophal war auch, dass der 50-km-Lauf nur einen Tag nach der Staffel angesetzt war, weshalb für die Staffel forfait gegeben werden musste. So ruhten sich Bricker und Allenbach am Sonntag (4. Februar) aus, Supersaxo und Stump waren nach Lake Placid zum Spezialspringen zurückgekehrt.
Das Resultat im Springen sei nicht übermäßig zufriedenstellend ausgefallen, es habe doch recht große Weitendifferenzen gegeben. Zuzubilligen war nur, dass Fritz Tschannen seit ein paar Tagen gekränkelt habe und Willy Klopfenstein doch zu wenig Trainingsgelegenheiten hatte, um an seine vorjährige Form anzuschließen. Einmal mehr habe sich in den USA gezeigt, dass die Schweizer den Nordländern trotz gelegentlicher Einzelerfolge doch um Klassen unterlegen seien, was aber den SSV nicht hindern sollte, auch in Zukunft den Langlauf und Skisprung so sorgfältig zu betreuen wie die alpinen Disziplinen.

Eine nähere Analyse, erstellt durch Dölf Freiburghaus, nachzulesen unter dem Titel «Warum blieb in USA eine Superleistung der Schweizer aus» im «Sport Zürich» Nr. 20 vom 15. Februar 1950, S. 2, Spalte 3, wird betont, dass die Sportler kämpften und gaben, was ihnen möglich war. Doch sei es – wie diesmal, da sich ein Kampf um die Spitze und den Anschluss zwischen Schweden einerseits und Finnland vs. Norwegen anderseits abgespielt hat – schwer, sich innerhalb der Nordländer zu klassieren. Die klimatischen Verhältnisse in Rumford hätten den Nordländern besser behagt. Zudem hatten die Schweizer in Höhenluft trainiert, daher war es schwer, sich auf schwere, feuchte Tieflandluft umzustellen – und im Training habe es unregelmäßige Schneeverhältnisse gegeben, während in Skandinavien die günstige Beschaffenheit des Terrains auch bei einer nur dünnen Schneeschicht ein lückenloses Training erlaube. Eine nur dreitägige Trainingspause könne einen Spitzenläufer aus dem Rhythmus bringen.
Außerdem würde der aktive Rennsport bei den Nordländern ein Stück ihres Lebens bedeuten, sie würden während der letzten Vorbereitungsphase und der Hauptwettkampfzeit mit der Arbeit teilweise oder ganz aussetzen, was deshalb nicht so schwer falle, da die meisten Arbeitgeber und das Volk der Sache des Rennsports großes Verständnis gegenüber brächten. Auch der Umstand, dass in Schweden schätzungsweise zwei Millionen Einwohner in mehr oder weniger schneesicherem Gelände wohnen, in der Schweiz es nur 120.000 sind, bedeute einen Quantitätsunterschied. Der SSV müsse in den Bergdörfern unter naturverbundenen Bauernsöhnen Ausschau nach Nachwuchsleuten für den Langlauf halten, diese technisch ausbilden, ihre Muskeln «hobeln» und Herz und Lungen an Tempo gewöhnen.

## Rumford
Rumford wurde lt. der von «United Press» durch «Sport-Zürich» übernommenen Beschreibung (Titel «Rumford – neuer Austragungsort der Langlauf-Weltmeisterschaften» in Spalte 2, in der Ausgabe Nr. 15 vom 3. Februar 1950, S. 2) als Papier-Industrie-Städtchen im Bundesstaat Maine, welcher den Nordost-Zipfel der Vereinigten Staaten bildet, geschildert. Es liege in einer Gegend, das von den Reisenden aus Europa als kleines Norwegen bezeichnet wird. Die skandinavischen «Schnee Scouts», die auf der Suche nach dem begehrten Schnee hergekommen waren, hatten es mit einem Provinzstädtchen in der Nähe Oslos verglichen.
Es wurde weiters ausgeführt: Die 18-km-Langlauf-Piste liegt auf einer Höhe von 150 bis 450 m, Rumford hat 12.000 Einwohner und besitzt die größte Papierfabrik der Welt, der auch der Großteil der Einwohner Arbeit und Brot verdanke. Das Städtchen liegt am Ufer des Androscoggin River, ist von bewaldeten Hügeln der White Mountains-Bergkette umgeben, stellt im Winter gewöhnlich eine weiße Insel inmitten einer sonst sehr schneearmen Gegend dar und war mehrere Male Austragungsort der ostamerikanischen Skimeisterschaften. Es gibt eine 55-m-Schanze und einen Slalomhang. Der FIS-Entscheid hatte die Stadt in große Aufregung versetzt. Die Umdisponierung war auch für die Pressevertreter kein Kinderspiel. Ein Dutzend von Presseleuten aus aller Welt hatten sich in Lake Placid wohnlich eingerichtet und rund Dreiviertel von ihnen erhielten von ihren Zeitungen und Agenturen den Befehl, den Langläufern zu folgen. Die Wettkämpfer und Offiziellen hatten es verhältnismäßig leichter, denn ihnen wurden Autocars zur Verfügung gestellt. Die Presseleute mussten als Privatpersonen selbst dafür sorgen, nach Rumford zu gelangen. Da es aber keine Verkehrsverbindung – weder Bus, noch Bahn oder Flugzeug – gab, mussten sie die insgesamt 600 km lange Reise bewältigen, indem sie vorerst nach New York zurückkehrten, um dort vorne anzufangen. Die «Western Union Telegraph Agency», welche die Übermittlung der Pressetelegramme besorgte, hatte in Lake Placid ein großes neues Büro eingerichtet. Doch war ein Großteil der hier geleisteten Arbeit nun vergebens – man sah sich vor die Aufgabe gestellt, in Rumford eine Zweigstelle zu errichten. Personal und Material wurden aus Boston dorthin gebracht. Es galt, bis zum ersten Wettbewerb am Freitag, 3. Februar, «hinreichende Verbindungsmöglichkeiten» einzurichten. Weil dann auch noch am 5. Februar sowohl in Lake Placid das Spezialspringen als in Rumford die Staffel ausgetragen wurden, war die Lage für die Medienleute besonders prekär. Weil das Springen in der US-Öffentlichkeit offensichtlich Vorrang genoss, verlief der Staffelbewerb eher unter Ausschluss der Öffentlichkeit.

## Randnotizen
- Schon am Freitag, 20. Januar, trafen sowohl das siebzehn Mann starke finnische und das mit 22 Mann besetzte schwedische Team in New York ein, von dem sich die Langläufer nach Lake Placid, die Springer noch zu einem Skispringen in Salisbury begaben.[10]
- Bei der Eröffnung in Lake Placid waren nicht allzu viele Sportler anwesend, weil der Großteil bereits nach Rumford abgereist war.[1][2][3]
- Der Gouverneur von Maine unterstützte die Weltmeisterschaften und ließ das Rennbüro in einer Sparkasse einrichten. Es waren sechzig Langläufer aus sechs Nationen, dazu ein Stab von Reportern und Fotografen in dem kleinen Ort Rumford eingetroffen, was die Kaufleute dort erfreute, während jene in Lake Placid enttäuscht waren und hofften, dass die Wettbewerbe zurückverlegt werden.[11]
- Zum ersten Mal konnten von jeder Nation maximal acht Teilnehmer je Event gemeldet werden. Da es allerdings keinen separaten Langlauf für die Nordischen Kombinierer gab, die gemeinsam mit den Läufern das Rennen bestritten, war es jeder Nation möglich, in diesem Langlauf bis zu sechzehn Teilnehmer an den Start zu bringen.
- Die Nordische Kombination begann zum ersten Mal mit dem Skispringen. Der Langlauf über achtzehn Kilometer wurde als zweiter Teilwettbewerb durchgeführt.

## Weitere Bilanzen
In einem Resümee auf Spalte 4 unter dem Titel «Der Weltmeister, den niemand kannte», bilanzierte der «Sport Zürich» in der Ausgabe Nr. 17 vom 8. Februar 1950, S. 2, dass es im 18-km-Lauf die hohen Nummern waren, die triumphierten – Nr. 66 vor Nr. 50. Kiuru als Vierter hatte Nr. fünfzehn – und wer weiß, was passiert wäre, hätte er eine höhere Nummer gehabt. Norwegens Überraschungsmann Nyås (34-jährig!) hatte die Nr. 59, der Fünfte Lonkila die Nr. 54. Das Mora-Trio N. Karlsson, Törnqvist und G. Eriksson hatte falsch gewachst. Zu Goldmedaillengewinner, dem 25-jährigen Åström, wird angemerkt, dass sich keiner zu genieren brauche, wenn er ihn bislang nicht gekannt habe, denn dessen Name war in Verbindung mit internationalen Veranstaltungen bisher kaum aufgetaucht. Er gelte als Zukunftsläufer, war schon bei Olympia 1948 als Reserveläufer mitgenommen worden. Er wäre wahrscheinlich dieses Mal gar nicht mitgenommen worden, aber in den USA lebende Schweden hätten eine Sammlung veranstaltet, sodass der Svenska Skidförbundet zwei Läufer mehr als beabsichtigt aufbieten konnte. Der Lauf über 18 km sei für viele große Läufer eine der letzten Chancen für einen Sieg gewesen. Doch es habe dieser junge Konkurrent gewonnen, der zwar Juniorenmeister gewesen war, aber genauso wie Martin Lundström bei Olympia 1948, nicht einmal einen Sieg in der schwedischen Meisterschaft verzeichnet habe.

### Epilog
Am 10. und 11. Februar herrschte am Flughafen von New York – La Guardia Hochbetrieb, denn Schweden, Finnen und Norweger verabschiedeten sich von ihren amerikanischen Freunden und traten ihre Heimreise auf dem Luftweg an. Gunnar Eriksson führte Nylonstrümpfe und fünfzig Pfund Kaffee mit sich.

## Medaillenspiegel
| Platz | Nation   | Gold | Silber | Bronze | Gesamt |
| ----- | -------- | ---- | ------ | ------ | ------ |
| 01    | Schweden | 3    | 3      | 1      | 7      |
| 02    | Norwegen | 1    | 1      | 4      | 6      |
| 03    | Finnland | 1    | 1      | 0      | 2      |

| Platz | Sportler            | Gold | Silber | Bronze | Gesamt |
| ----- | ------------------- | ---- | ------ | ------ | ------ |
| 01    | Karl-Erik Åström    | 2    | 0      | 0      | 2      |
| 02    | Enar Josefsson      | 1    | 2      | 0      | 3      |
| 03    | Heikki Hasu         | 1    | 1      | 0      | 2      |
| 04    | Hans Bjørnstad      | 1    | 0      | 0      | 1      |
| 04    | Gunnar Eriksson     | 1    | 0      | 0      | 1      |
| 04    | Nils Täpp           | 1    | 0      | 0      | 1      |
| 04    | Martin Lundström    | 1    | 0      | 0      | 1      |
| 08    | Ottar Gjermundshaug | 0    | 1      | 0      | 1      |
| 08    | Thure Lindgren      | 0    | 1      | 0      | 1      |
| 08    | Viljo Vellonen      | 0    | 1      | 0      | 1      |
| 08    | Paavo Lonkila       | 0    | 1      | 0      | 1      |
| 08    | August Kiuru        | 0    | 1      | 0      | 1      |
| 13    | Simon Slåttvik      | 0    | 0      | 1      | 1      |
| 13    | Arnfinn Bergmann    | 0    | 0      | 1      | 1      |
| 13    | Arnljot Nyås        | 0    | 0      | 1      | 1      |
| 13    | Nils Karlsson       | 0    | 0      | 1      | 1      |
| 13    | Martin Stokken      | 0    | 0      | 1      | 1      |
| 13    | Eilert Dahl         | 0    | 0      | 1      | 1      |
| 13    | Kristian Björn      | 0    | 0      | 1      | 1      |
| 13    | Henry Hermansen     | 0    | 0      | 1      | 1      |

## Resultate Langlauf Männer
- Detaillierte Ergebnisse

### 18 km
| Platz | Sportler         | Zeit      |
| ----- | ---------------- | --------- |
| 1     | Karl-Erik Åström | 1:06:16 h |
| 2     | Enar Josefsson   | 1:06:28 h |
| 3     | Arnljot Nyås     | 1:07:07 h |
| 4     | August Kiuru     | 1:07:08 h |
| 5     | Paavo Lonkila    | 1:07:15 h |
| 6     | Viljo Vellonen   | 1:07:32 h |
| 7     | Harald Maartmann | 1:07:35 h |
| 8     | Martin Lundström | 1:07:45 h |
| 9     | Nils Täpp        | 1:08,37 h |
| 10    | Heikki Hasu      | 1:08,34 h |
|       |                  |           |
| 34    | Karl Bricker     | 1:13:02 h |
| 37    | Alfons Supersaxo | 1:14:29 h |
| 42    | Theo Allenbach   | 1:16:22 h |
| 62    | Karl Martitsch   | 1:29:32 h |
| DNF   | Niklaus Stump    |           |

Weltmeister 1948:  Martin Lundström
Datum: 3. Februar 1950 Start: 10:00 Uhr MEZ
Teilnehmer:
69 genannt; 69 gestartet; 68 gewertet; davon 24 gestartet
23 gewertet aus der Nordischen Kombination
Weitere Platzierte: 13. Nils Karlsson (SWE) 1:08:35 h / 25. Sven Israelsson (SWE) 1:10:00 h / 28. Benoît Carrara (FRA) 1:10:45 h / 38. Tone Razinger (YUG) 1:15:07 h / 40. René Mandrillon (FRA) 1:15:35 h / 41. Georges Forestier (FRA) 1:16:13 h / 44. Marius Mora (FRA) 1:16.57 h
Wetter: Vor dem Rennen hatte frischer kalter Wind ganze Schneewolken aufgewirbelt, daher musste die Spur erneuert werden, und William Halsey, der Chef des Rennens, schickte noch 45 Minuten vor dem Start eine Spurmannschaft auf die Reise. Der Wettbewerb wurde bei eisigem Nordwind, der stellenweise in einen Sturm überging, gestartet.
Strecke: Die Strecke wies bei einem Höhenunterschied von 250 Metern große Steigungen auf. Die Läufer konnten vom Startpunkt weg noch rund vierhundert Meter visuell verfolgt werden, dann verschwanden sie in einer Biegung.
Rennverlauf: Bereits Nr. 2 hatte Eero Rautiola (FIN), ein weiterer Finne und der Schwede Arthur Herrdin folgten, danach war der erste Sieganwärter für die Nordische Kombination, der Norweger Simon Slåttvik, an der Reihe. Erster Starter der Schweiz war Niklaus Stump mit Nr. 20 – die weiteren Schweizer hatten die Nummern 32 (Bricker), 35 (Altenbach) und 40 (Supersaxo). Hintereinander kamen Nils Karlsson und Titelverteidiger Martin Lundström, gleichzeitig Olympiasieger von 1948. Auf der Strecke entwickelte sich ein Kampf, der nur von den Nordländern bestritten wurde. Die konnten Vertreter kamen nicht mithalten.
Recht gut hielt sich Bricker, doch die Ehre des besten Mitteleuropäers musste er dem Franzosen Benoît Carrara überlassen.
Der Sieg von Karl-Erik Åström kam überraschend, doch er selbst erklärte danach, von Anfang an gewusst zu haben, dass er gewinnen werde, die Strecke habe ihm ausgezeichnet gefallen und er habe sich in bester Verfassung gefühlt. Auch der schwedische Coach, Gösta Öllander, soll sich dahingehend geäußert haben, denn Åström erfreue sich im „Sverige-Team“ bester körperlicher Verfassung. Verbandspräsident Björn Kjellström ergänzte, dass man Åström eher zur Vervollständigung der Mannschaft aufgestellt habe. Dieser habe ursprünglich seine Nominierung gar nicht annehmen wollen und sei erst nach Anwendung aller Überredungskünste mit in die USA gekommen.

### 50 km
| Platz | Sportler         | Zeit      |
| ----- | ---------------- | --------- |
| 1     | Gunnar Eriksson  | 2:59:05 h |
| 2     | Enar Josefsson   | 3:00:01 h |
| 3     | Nils Karlsson    | 3:00:10 h |
| 4     | Anders Törnkvist | 3:00:55 h |
| 5     | Harald Maartmann | 3:01:49 h |
| 6     | Pekka Vanninen   | 3:02:15 h |
| 7     | Magnar Estenstad | 3:04:19 h |
| 8     | Pekka Kuvaja     | 3:06:20 h |
| 9     | Martin Lundström | 3:06:30 h |
| 10    | Martin Karlsson  | 3:06:53 h |
|       |                  |           |
| 20    | Theo Allenbach   | 3:25:41 h |
| DNF   | Karl Bricker     |           |

Weltmeister 1948:  Nils Karlsson
Datum: 6. Februar 1950
Teilnehmer: 33 gestartet; 26 gewertet
Zwischenzeiten nach 10, 25, 35 km:
Gunnar Eriksson: 41:35 min; 1:28:28 h; 2:12:28 h / Enar Josefsson: 41:36 min; 1:28:40 h; 2:13:18 h / Nils Karlsson: 41:48 min; 1:28:54 h; 2:13:02 h / Anders Törnkvist: 41:31 min; 1:28:25 h; 2:12:90 h / Harald Maartmann: 40:56 min; 1:27:25 h; 2:11:30 h / Pekka Vanninen: 42:59 min; 1:29:22 h; 2:14:28 h / Magnar Estenstad: 40:38 min; 1:27:43 h; 2:12:29 h / Pekka Kuvaja: 42:36 min; 1:30:35 h; 2:16:59 h / Martin Lundström: 42:10 min; 1:30:35 h; 2:16:40 / Martin Karlsson: 41:44 min; 1:30:29 h; 2:15:50 h

Wichtige Platzierte bzw. Beste ihrer Länder – die Ränge dreizehn bis achtzehn wurden von je zwei Schweden, Norwegern und Finnen belegt:

11. ex aequo August Kiuru, FIN 3:07,31 h (41:33 min; 1:29:07 h; 2:15:57 h) & Edvin Landsem, NOR 3:07,31 h (42:06 min; 1:30:43 h; 2:17:06 h) / 19. Tone Rasinger, YUG 3:24:53 h (45:06 min; 1:33:23 h; 2:28:12 h) / 20. Theo Allenbach, SUI 3:25:41 h (43:45 min; 1:34:51 h; 2:26:04 h) / 22. Olari Alakulppi, USA 3:34:56 h (46:58 min; 1:41:18 h; 2:35:23 h) / aufgegeben: u. a. Karl Bricker, SUI (nach 10 km) / Ottmar Gjermundshaug, NOR
Strecke: Der Start des Rennens lag 2,5 km vom Stadtzentrum Rumfords entfernt, eine Runde maß 25 km und war zweimal zu durchlaufen. Sie folgte mehr oder weniger der 18-km-Piste, wies aber eine zusätzliche Schleife von sieben km auf, deren höchster Punkt auf dreihundert m lag. Zwar wurde am frühen Montagmorgen noch eine zwanzig Mann starke Spurmannschaft losgeschickt, trotzdem war es gewiss, dass die ersten Läufer (Nr. 1 hatte der Schwede Gunnar Karlsson) ziemlich benachteiligt sein würden. Die Wetterbedingungen waren vorerst gut (kaltes, klares Wetter), die Schneehöhe betrug rund sechzig cm.

Unter den Zuschauern befanden sich auch die meisten Springer und Nordischen Kombinierer, die von Lake Placid hergereist waren, weil ihre Preisverteilung im Anschluss an diesen 50-km-Lauf in Rumford vorgenommen wurde.
Das Rennen: Nils Karlsson hatte als klarer Favorit gegolten. Schweden hatte sein Team (lt. Aussage ihres Mannschaftsführers Björn Kjellström) „aus taktischen Gründen“ umgestellt, indem Martin Lundström anstelle von Nils Täpp eingesetzt wurde. Der von den Wetterstationen angekündigte Schneefall setzte eine Viertelstunde vor dem Start, der um 10 Uhr (16 Uhr MEZ) erfolgte, ein. Die Temperaturen stiegen über Null, einige Läufer wachsten noch um. 31 Teilnehmer nahmen die erste Runde in Angriff. Bei immer dichter werdenden Schneetreiben lautete die erste Zeitnahme bei 10 km wie folgt: Magnar Estenstad (NOR) 40:38 min vor Siplilä (FIN) 40:48 min, Arthur Herrdin (SWE) 40:48 min und Maartmann (NOR) in 40:56 min – und erst mit ca. einer minute Rückstand folgten Törnqvist, Nisse und Martin Karlsson sowie Kiuru. Gunnar Karlsson lag 42:31 min deutlich zurück. Man hatte den Eindruck, dass die „großen Tenöre“ auf Abwarten liefen. Die führenden Läufer, nun Maartmann als Erster (1:27:25 h) vor Herrdin (1:28:03 h), Sipilä (1:28:08 h), Törnqvist (1:28:52 h), Nilss Karlsson (1:28:54 h), befanden sich bei Kilometer 25 immer noch in guter Verfassung. Etwas später bedeuteten 1:27:43 h für Estenstad, dass faktisch zwei Norweger zur Hälfte führten. Unerwartet hielt sich Mårtmann auch bei der letzten Zeitauskunft bei 35 km auf Rang eins, und mit 2:11:30 h führte er überraschend klar vor Gunnar Eriksson (2:12:28 h) und Törnqvist (2:12:30 h). Nils Karlsson hatte dann mit 2:13:02 h auch noch gute Aussichten, doch er beklagte sich über schlecht präparierte Latten. Vanninen lief bei 2:14:28 h durch. Mit einem Generalangriff fingen die in ihren traditionell weißen Dressen gekleideten Schweden den erschöpften Norweger noch ab. Es kam aber noch zu Nachkontrollen der Zeiten, wobei festgestellt wurde, dass jene von Josefsson und „Nisse“ um eine minute zu schlecht waren, womit beide um jeweils einen Rang nach vorne rückten und Törnqvist auf Rang vier zurückfiel. Der neue Weltmeister lief die erste Schleife in 1:28:27 h, die zweite in 1:30:38 h – er hatte in seiner Heimat noch keinen Meistertitel erringen können. Die Resultatsermittlung zog sich in die Länge. Gegen dreizehn Uhr war Sieger Eriksson eingetroffen, die meisten nachfolgenden Konkurrenten waren innerhalb dreißig Minuten durchs Ziel gekommen, aber nicht einmal um siebzehn Uhr waren die Offiziellen in der Lage, der Presse eine genaue Rangliste zu übergeben. Die Klassierung der ersten Zehn war in der Zwischenzeit dreimal geändert worden. Es gab zudem Zweifel an der Streckenlänge, sogar FIS-Präsident Østgaard ließ Skepsis durchblicken, der finnische Betreuer Ake Sevensk behauptete, die Läufer wären nur zweimal 22,5 km gelaufen. Beim Vergleich zu 1948, als Nisse 3:47:58 h benötigt hatte (nun Eriksson 2:59:05 h), war allerdings hier in Rumford ein sehr großer Flachlaufabschnitt zu berücksichtigen.

Die beiden Schweizer Läufer Bricker und Allenbach schlugen sich im ersten Teil der Strecke überraschend gut; mit 1:31:35 h war Bricker um 4:10 min langsamer als Maartmann, Allenbach lag bei 1:34:51 h. Allenbach kam dann auch ins Ziel, während Bricker ausfiel – die Gründe dafür waren nicht bekannt. Der Schweizer Betreuer Hans Brunner erklärte abschließend zum gesamten Weltmeisterschaftsverlauf, dass es hätte besser laufen können, er sich aber doch nicht beklagen möchte, die Veranstaltung sei im sportlichen Geiste abgehalten worden, die Besten haben gewonnen.

### 4 × 10 km Staffel
| Platz | Land       | Sportler                                                     | Zeit      |
| ----- | ---------- | ------------------------------------------------------------ | --------- |
| 1     | Schweden   | Nils Täpp Karl-Erik Åström Martin Lundström Enar Josefsson   | 2:39:59 h |
| 2     | Finnland   | Heikki Hasu Viljo Vellonen Paavo Lonkila August Kiuru        | 2:41:51 h |
| 3     | Norwegen   | Martin Stokken Eilert Dahl Kristian Björn Henry Hermansen    | 2:47:19 h |
| 4     | Frankreich | Marius Mora Georges Forestier René Mandrillon Benoît Carrara | 2:56:35 h |
| 5     | USA        | Silas Dunklee Ralph Townsend Lloyd Hawkenson Don Johnson     | 3:20:05 h |
| 6     | Kanada     | Claude Richer Jack Wahlberg Alec Alain Tom Dennie            | 3:24,28 h |

Weltmeister 1948:  Schweden (Nils Östensson, Nils Täpp, Gunnar Eriksson, Martin Lundström)
Datum: 5. Februar 1950
Teilnehmer: 7 Mannschaften genannt; 6 Mannschaften gestartet; 6 Mannschaften gewertet

Die Schweizer Mannschaft hatte kurz vor dem Start ihre Nennung zurückgezogen.
Strecke: Die Skiläufer hatten zuerst ein 250 m langes, flaches Stück vor sich. Nach einer scharfen Wendung wurde die «Swains Road» passiert, danach musste eine Steigung von rund 280 Höhenmeter gemeistert werden. Nach weiteren fünfhundert m Flachlauf folgte eine kurze Abfahrt. Nach rund fünf km war ein weiterer Anstieg zu bewältigen. Nach Kilometer sechs war der Kulminationspunkt erreicht, nach einer Abfahrt über zwei km und einer längeren coupierten Geländepartie ging es ins Ziel.
Rennverlauf: Die Startreihenfolge lautete Kanada (Richer), Norwegen (Stokken), Finnland (Hasu), USA (Dunklee), Schweden (Täpp) und Frankreich (Mora), wobei der Schwede sofort die Spitze übernahm, dicht gefolgt von Stokken und Hasu. Nach fünf km führte Täpp in 24:21,4 min vor Hasu (24:22,4 min) und Stokken (24:36,0 min), während Mora schon drei Minuten zurücklag. Hasu drehte dann mächtig auf, schnappte Täpp am Zielband und übergab mit 39:52,0 min an Vellonen, dem mit sieben Sekunden Abstand Åström folgte. Stokken übergab mit 41:06,0 min an Dahl, Forestier konnte erst ca. fünf Minuten später auf die Reise gehen.
Vellonen baute seinen Vorsprung bis Kilometer fünf auf 1:11 min aus, Dahlström war bis auf dreizehn Sekunden an Åström herangekommen. Beim zweiten Wechsel lautete die Zeit der Finnen 1:19,58 h. Schwedens Lundström folgte sieben Sekunden später – der Kampf befand sich nun in seiner entscheidenden Phase, weil man wusste, dass Lonkila den Olympiasieger kaum würde halten können. Norwegen lag da bereits drei, Frankreich sogar neun Minuten zurück. Nach fünf km hatte Lundström den Finnen eingeholt, ließ ihn nach kurzem Duell zurück und vergrößerte seinen Vorsprung. Die 1:59:44 h bedeuteten, dass Josefsson mit eineinhalb Minuten Vorsprung das letzte Teilstück beginnen konnte.
Norwegen hatte weiter an Boden verloren. Kiuru kämpfte zwar löwenhaft, konnte aber Schwedens erneuten Staffelsieg nicht verhindern.

## Skispringen Männer
Detaillierte Ergebnisse

### Resultat Normalschanze, K-70
| Platz | Sportler             | Land               | Weite 1 | Weite 2 | Note   |
| ----- | -------------------- | ------------------ | ------- | ------- | ------ |
| 1     | Hans Bjørnstad       | Norwegen           | 68,0 m  | 68,5 m  | 220,40 |
| 2     | Thure Lindgren       | Schweden           | 66,5 m  | 65,0 m  | 214,40 |
| 3     | Arnfinn Bergmann     | Norwegen           | 66,5 m  | 66,0 m  | 213,50 |
| 4     | Christian Mohn       | Norwegen           | 65,0 m  | 63,5 m  | 212,40 |
| 5     | Torbjørn Falkanger   | Norwegen           | 64,5 m  | 66,5 m  | 211,90 |
| 6     | Art Devlin           | Vereinigte Staaten | 67,5 m  | 67,0 m  | 211,00 |
| 7     | Petter Hugsted       | Norwegen           | 64,0 m  | 64,5 m  | 210,10 |
| 8     | George Thrane        | Norwegen           | 63,5 m  | 65,5 m  | 207,90 |
| 9     | Matti Pietikäinen    | Finnland           | 64,0 m  | 66,5 m  | 207,70 |
| 10    | Vidar Lindboe-Hansen | Norwegen           | 62,0 m  | 63,5 m  | 206,20 |

Weltmeister 1948:  Petter Hugsted
Datum: Samstag, 4. Februar 1950
Skisprunganlage: MacKenzie Intervale Ski Jumping Complex (K-70)
Im Gegensatz zum Sprunglauf für die Nordische Kombination gab es hier nur zwei Wertungsdurchgänge. Keiner der vierzig Starter kam zu Sturz. Die größte Anlaufgeschwindigkeit erreichten Bietilä (USA), Däscher (SUI) und Thrane (NOR) mit je 81,95 km/h.
Der norwegische Teamkapitän Birger Ruud hatte sich für die Mitnahme von Hans Bjørnstad ausgesprochen, wenngleich dessen Sieg dann doch eine Überraschung darstellte. Sein Fall erinnerte somit etwas an den Sieger des 18-km-Langlaufs Karl-Erik Åström.

Der Wettbewerb wurde bei störendem Wind und großer Kälte ausgetragen, so dass ein großer Teil der 10.000 Zuschauer nicht bis zum Schluss blieb. Andere Angaben lauten 8.000. United Press machte auch über die Wetterverhältnisse andere Angaben und schrieb von wärmender Wintersonne, erheblich über den Gefrierpunkt gestiegenen Temperaturen. Die Schanze befand sich demnach trotz dieser höheren Temperatur in ausgezeichnetem Zustand. Birger Ruud selbst sprang zwar auch, aber lediglich als Vorspringer (außer Konkurrenz); er erreichte 65 (lt. UP: 59) Meter. Sensationell war auch, dass die Nordamerikaner die besseren Resultate als die Mitteleuropäer ablieferten. Als Sprungrichter waren Holger Karlsson (SWE), Robert Faure (FRA), Vieeko Nylund (FIN), Rolf Borde (NOR) und Guttorm Paulsen (USA) nominiert.
Petter Hugsted hatte die Nummer eins, der auf 201 Fuß, was 61,5 m entspricht, kam. Der Schweizer Supersaxo fiel deutlich ab. Gordon Wren sprang als erster des US-Teams 62 m. Die Kanadier sprangen ordentlich, kamen aber an die Spitzenleute nicht heran. Der Favorit Bjørnstad landete nach ruhigem Sprung auf 68 m, es gab zweimal 18 und dreimal 18,5 Punkte. Asbjørn Ruud enttäuschte mit 60,5 m leicht. Stilistisch überzeugte der Sprung von Christian Mohn mehr als jener von Bjørnstad (zweimal 19, dreimal 18,5), doch es wurden nur 65 m. Nach Thrane (63,5) und Kuronen (64,5) stand Fritz Tschannen 62 m. Picard (CAN) überraschte mit 61,5 m. Als glatte Sensation wurden die 64,5 m von Janez Polda (YUG) betrachtet, auch Devlin und Barber (beide USA) schlugen sich mit 67 m und 68,5 m großartig, sie mussten sich aber größere Punkteabzüge gefallen lassen. 62,5 m für Andreas Däscher waren im Hinblick auf sein Leistungsvermögen überraschend. Thure Lindgren (SWE) wurde für seine 66,5 m hoch benotet (zweimal 18, dreimal 18,5 Punkte).
Hugsted war (wie es zur damaligen Zeit – und dies bis noch viel später – hinsichtlich der Startreihenfolge üblich war) wieder der erste, der nun den zweiten Durchgang eröffnete, und er kam vielversprechend auf 64,5 m. Für Supersaxo wurden es 54,5 Meter. Bjørnstad ging wieder aufs Ganze, wuchtiger Absprung, 68 m – viermal 18,5, einmal 17,5. So war der Norweger erster Anwärter auf Gold. Arthur Tokles 67 Meter entlockten seinen US-Landsleuten ein anhaltendes Begeisterungsgeheul. Pietikäinen zeigte mit 67 m auch seine Klasse. Mohn blieb etwas hinter den Erwartungen zurück: Zwar stilistisch gut (viermal 18, einmal 18,5), aber nur 63,5 m. Thrane verbesserte seine Position mit 66,5 m erheblich. Tschannen konnte die erhoffte Sonderleistung mit nur 59 m nicht bringen. Polda sprang nun 62 m, und nach Devlin (67 m) und Barber (63,5 m) konnte sich der junge Schweizer Däscher mit 63 m hervorragend halten. Evert Karlsson rückte mit 67 m in den Vordergrund, Lindgren stand saubere 65 m, Stump konnte sich mit 56,5 m leicht verbessern, und Bergmann, einer der Favoriten, wurde für seinen 66er mit viermal 18 und einmal 17,5 gewertet. (sowie siehe bitte AZ-Fußnote zum 50-km-Lauf)

## Nordische Kombination Männer
Detaillierte Ergebnisse

### Resultat Einzel (Normalschanze/18 km)
| Platz | Sportler            | Land     | Punkte |
| ----- | ------------------- | -------- | ------ |
| 1     | Heikki Hasu         | Finnland | 455,2  |
| 2     | Ottar Gjermundshaug | Norwegen | 452,0  |
| 3     | Simon Slåttvik      | Norwegen | 451,8  |
| 4     | Per Sannerud        | Norwegen | 448,0  |
| 5     | Sven Israelsson     | Schweden | 441,1  |
| 6     | Kjetil Mårdalen     | Norwegen | 442,9  |
| 7     | Martti Huhtala      | Finnland | 442,9  |
| 8     | Ellert Dahl         | Norwegen | 436,7  |
| 9     | Clas Haraldsson     | Schweden | 429,7  |
| 10    | Per Gjelten         | Norwegen | 427,77 |

Datum: 1. Februar 1950 (Springen), 3. Februar Langlauf (inkludiert im 18-km-Speziallanglauf)
Olympiasieger 1948:  Heikki Hasu
Das Springen mit 25 Teilnehmern fand statt bei wunderbar klarem sonnigem Wetter (ca. minus 8 Grad Celsius) begleitet von ca. achthundert Zuschauern. Es wurde in Lake Placid entgegen dem ursprünglich vorgesehenen Programm wegen des Schneemangels vor dem 18-km-Langlauf ausgetragen. Daraus ergab sich eine Neuerung für die Nordische Kombination, denn zuvor hatte immer zuerst der Lauf und anschließend das Springen stattgefunden. Der Lauf fand am 3. Februar im 450 km entfernten Rumford, Maine statt. Die Schanze, die am Morgen des 31. Januar für das Training freigegeben worden war, befand sich in ausgezeichnetem Zustand, der Anlauf war äußerst schnell. Die Sprungrichter waren Holger Karlsson (schwedischer Mannschaftsführer), Rolf Borde (NOR), Veikko Nylund (Leiter der Springer Finnlands) und Granström (USA). Ein fünfter Kampfrichter ist nicht angeführt.
Im Springen mit drei Durchgängen, wovon die besten beiden zählten, führten fünf Norweger an, u. zw. Simon Slåttvik 231,0 Punkte (63,5/68,0/68.0 m), Per Sannerud 223,4 (65,0/65,0/64,5 m), Ottmar Gjermundshaug 220,8 (65,0/66,0/65,5 m), Kjetil Mårdalen 219,8 (63,5/62/64,0 m) und Per Gjelten 216,6 (63,5/66,0/65,5 m). Danach folgten der Finne Heikki Hasu 215,2 (65,5/61,5/61,5 m), die Schweden Sven Israelsson 213,7 und Haraldsson 212,9 sowie Perry Smith aus den USA 212,1 und der Finne Martti Huhtala 204,8. Auf Rang zwölf war der erste Mitteleuropäer, u. zw. Alfons Supersaxo aus der Schweiz mit 199,6 (87,5/86,5), auf Rang fünfzehn lag Niklaus Stump mit 197,2 (56,0/50,0). – Der Österreicher Karl Martitsch nahm mit der Note 189,8 (57,0/59,0/58,5 m) Rang achtzehn von 24 Teilnehmern ein.

Beim ersten Durchgang, Start 13 h Ortszeit wurde für den jeweils ersten Springer eines Landes die Nationalhymne gespielt. Einen Fauxpas gab es beim Österreicher Martitsch, für den keine Hymne gespielt wurde. Die Veranstalter entschuldigten sich damit, dass sie keine Platte erhalten hätten. Die Kanadier verlangten statt «God Save the King» ihre eigene «Au Canada».
Die Norweger ließen von Beginn weg – Slåttvik setzte in einem machtvollen Sprung gleich 63,5 m in die Bahn – keinen Zweifel daran, was man von ihnen zu erwarten hatte. Stump überzeugte stilistisch, blieb aber mit 56 m zurück. Ein weiterer Sprung über 60 m durch Mårdalen, und dann sein Landsmann Sannerud auf 65 m! Israelsson sicherte sich mit 63,5 m ein Mitspracherecht, Perry Smith überraschte mit einem 63er. Supersaxo, der Schweizer Meister, kam auf 56 m, Heiki Hasu meldete seine Ansprüche mit 61,5, der Österreicher Martitsch auf 57 m. Gjermundshaug brachte es auf 65 m, sein Landsmann Per Gjelten blieb mit 63,5 m nicht allzu weit zurück. Die US-Springer Pauly und Johnson beendeten mit zwei mittelmäßigen Sprüngen die erste Serie, die sturzfrei verlief. Im zweiten Durchgang behielten die Norweger ihre Vormachtstellung: Slåttvik hatte 67 m, Mårdalen 62 m, Sannerud 65 m, Gjermundshaug 66,5 m, Gjelten 66 m – von den übrigen kamen Haraldsson auf 62 m und Israelsson auf 65 m (die einzigen beiden Teilnehmer der Blau-Gelben), Heiki Hasu auf 61,5 m, Sipponen auf 58 m, Smith auf 62,5 – von den Schweizern verzeichnete Supersaxo eine Steigerung auf 57,5 m, demgegenüber blieb Stump auf 56 m stehen. Auch im dritten Versuch änderte sich nicht mehr viel am Endresultat (vor allem nicht hinsichtlich der Spitzenränge). Vielmehr stand Slåttvik mit 68 m den weitesten Sprung des Tages. Stump steigerte sich auf 59 m, Supersaxo erreichte 58,5 m. Andere wichtige Sprünge: Mårdalen 64,0 m; Sannerud 64,5 m; Israelsson 62,5 m; Perry-Smith 64,0 m; Haraldsson 63,0 m; Gjermundshaug 66,5 m; Gjelden 65,5 m. – Die Norweger hinterließen in dieser ersten Konkurrenz einen nachhaltigen Eindruck, sie hatten schon beim Trainingsspringen am Sonntag (29. Januar) dominiert. Sieger Slåttvik hatte seine Karriere 1939 als Langläufer begonnen, doch hörte man bis 1947 nichts mehr von ihm, ehe er sich mit dem Sieg in der Nordischen Kombination an den Landesmeisterschaften wieder in den Vordergrund brachte. Im Olympiajahr gelang ihm nicht viel, 1949 erreichte er jedoch seine Höchstform, wiederholte seinen Meisterschaftssieg und gewann auch die Nordische Kombination bei den Nordischen Spielen in Kiruna. In einem noch vor dem Langlauf gegebenen Interview sagte er, dass er „am Freitag um sein Leben laufen werde, weil dies eine sehr große Chance für Norwegen sei“. Aus schwedischer Sicht „seien beide Akteure nicht schlecht gesprungen, waren aber den Norwegern klar unterlegen: Haraldsson habe gute Längen erreicht, aber er hatte mit der Kontrolle der Ski und der Landung Mühe, was gewaltige Punkteabzüge nach sich gezogen habe“. Expertisen sahen auch Heikki Hasu als recht aussichtsreich.
Der Langlaufbewerb wurde im Rahmen des 18-km-Speziallanglaufs durchgeführt, der zwei Tage nach dem Springen um 10 Uhr begann. Als Erster war Silas Dundee (USA), ein Kombinierer, in die Loipe gegangen.

Trotz der norwegischen Fünffach-Führung ging die Gesamtwertung an Olympiasieger Finnen Hasu, der um rund fünf Minuten schneller als Sprungsieger Slåttvik war. Die Norweger mussten somit in ihrer ureigensten Domäne eine weitere Niederlage hinnehmen. Die ersten Meldungen durch die Kontrollposten gaben wenig Auskunft über die Spezial-Langläufer, aber man erhielt den Eindruck, dass Hasu allen Ernstes auf dem besten Wege war, sich durch eine phänomenale Langlaufleistung den bereits verloren geglaubten Sieg zu erobern. Er hatte seinem Rivalen Slåttvik Kilometer um Kilometer Sekunde um Sekunde abnehmen können, und der zähe Finne stand sein prächtig durch. Auch Gjermundshaug konnte dem entfesselten Finnen nicht die Stange halten, sicherte sich aber die Silbermedaille. Die Schweizer gingen in diesem „nordländischen Privatrennen“ völlig unter: Der Olympiavierte von St. Moritz, Niklaus Stump, klagte bald über Magenschmerzen, die sich verstärkten, sodass er auf halbem Weg die Waffen strecken musste. Bester Mitteleuropäer war Alfons Supersaxo auf Rang dreizehn mit 418,2 Punkten. Karl Martitsch belegte in 1:29,32 h insgesamt nur Rang 62. Er hatte sich schon längere Zeit in Nordamerika aufgehalten, doch hatte er wegen des Schneemangels nicht trainieren können.
Bester Langläufer der Kombinierer war zwar Anders Törnqvist (SWE) in 1:07:58 h auf Rang neun in der Gesamtwertung des Langlaufs, doch schon auf Rang zehn folgte Heikki Hasu in 1:0813 h. Martti Huhtala kam 1:09:21 h mit ins Ziel (Rang 20). Es folgten Ellert Dahl 1:09:30 h (Rang 23), Ottmar Gjermundshaug 1:10:47 h (Rang 29), Simon Slåttvik 1:13:49 h (Rang 36), Alfons Supersaxo 1:14:29 h (Rang 37) und Per Gjelten 1:16:40 h (Rang 43).
Es gibt offensichtlich zwischen der offiziellen Zeitangabe zum 18-km-Langlauf und zur Gesamtwertung inkl. der Kombinierer hinsichtlich der Teilnehmer Törnqvist, Hasu und Nils Täpp eine Differenz, denn Täpp wird lt. einer anderen Quelle (auch in «Sport Zürich» gemeldet) auf Rang neun mit 1:08:37 h geführt, dahinter Hasu als Zehnter in 1:08:34 h.